# Robert Motka

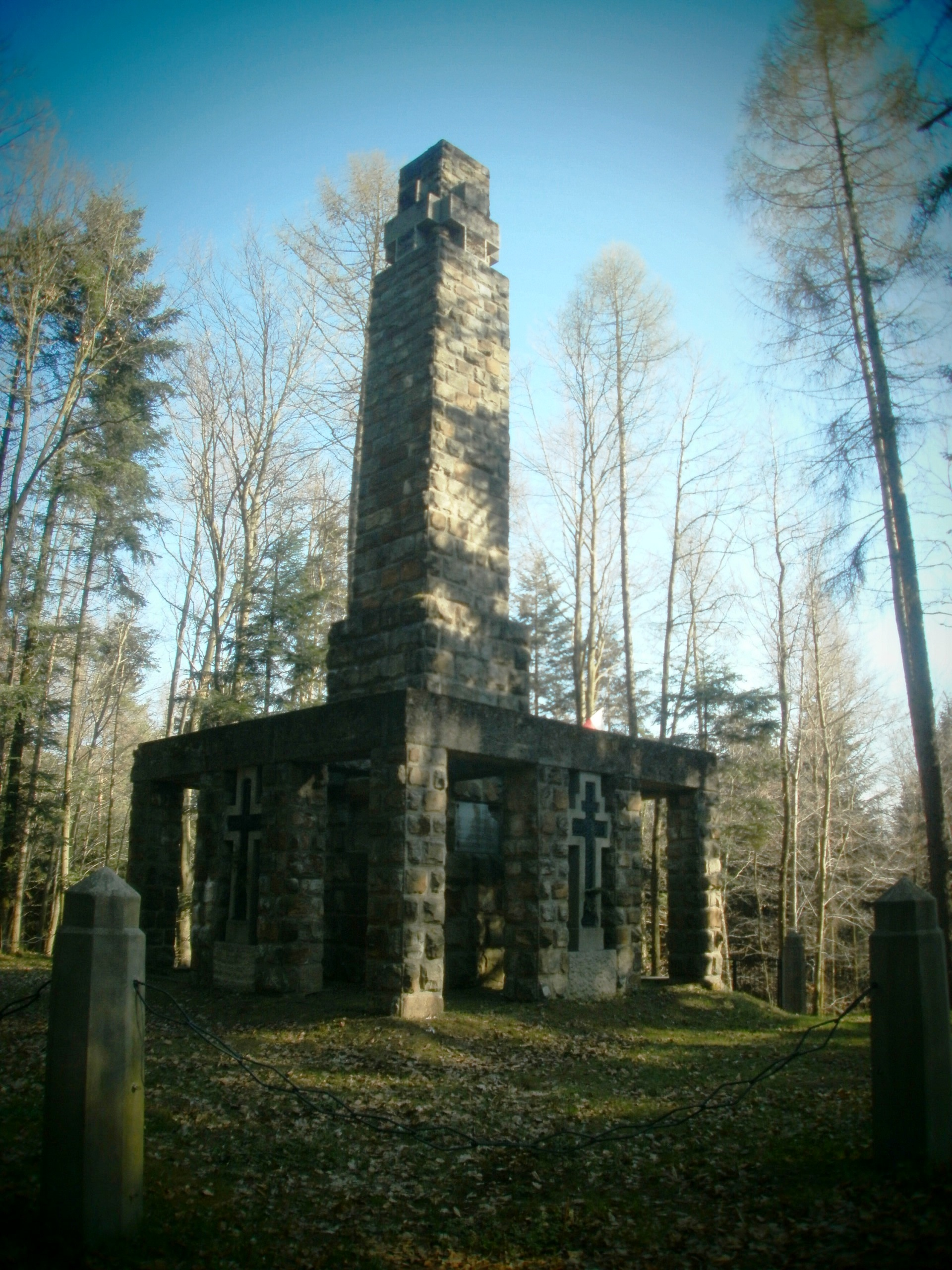
Pomnik na cmentarzu nr 290 w Charzewicach

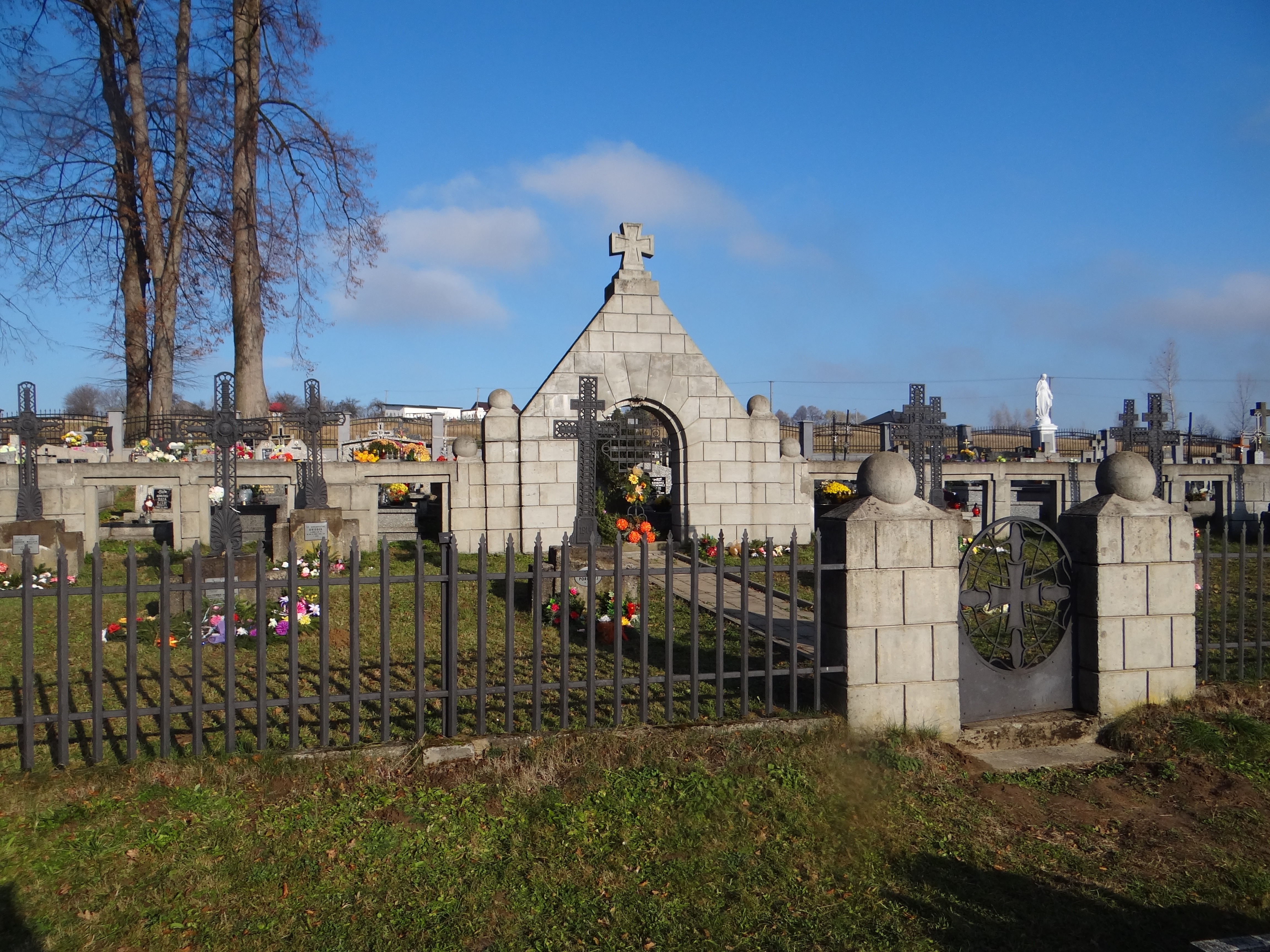
Cmentarz wojenny nr 298 – Tymowa

Robert Motka – Austriak, porucznik w stanie spoczynku (Oberleutnant a.D.), architekt. Kierownik artystyczny i główny projektant w VIII Okręgu Cmentarnym Brzesko do 26 kwietnia 1917 roku. Jeden z twórców odkomenderowanych do Oddziału Grobów Wojennych.
Do zrealizowanych przez niego cmentarzy wojennych należą, między innymi: 
- Cmentarz wojenny nr 212 – Bobrowniki Małe
- Cmentarz wojenny nr 213 – Rudka
- Cmentarz wojenny nr 214 – Gosławice
- Cmentarz wojenny nr 215 – Wierzchosławice
- Cmentarz wojenny nr 216 – Sierakowice
- Cmentarz wojenny nr 274 – Przyborów
- Cmentarz wojenny nr 275 – Brzesko
- Cmentarz wojenny nr 276 – Brzesko
- Cmentarz wojenny nr 278 – Jadowniki Podgórne
- Cmentarz wojenny nr 279 – Dziekanów-Sterkowiec
- Cmentarz wojenny nr 280 – Porąbka Uszewska
- Cmentarz wojenny nr 281 – Dębno
- Cmentarz wojenny nr 282 – Wojnicz-Zamoście
- Cmentarz wojenny nr 283 – Łętowice-Zawrocie
- Cmentarz wojenny nr 284 – Zakrzów
- Cmentarz wojenny nr 285 – Wojnicz
- Cmentarz wojenny nr 290 – Charzewice
- Cmentarz wojenny nr 298 – Tymowa